# Теофіпілка
Теофі́пілка — село в Україні, у Козівській селищній громаді Тернопільського району Тернопільської області. Розташоване на заході району. Адміністративний центр колишньої Теофіпільської сільради, (до 2020), якій було підпорядковане село Плоске.

## Історія
Дослідники вважають, що Теофіпілка — це колишнє містечко Краснопіль; така назва зафіксована у щоденнику Ульріха фон Вердума за 1671.
Перша офіційна згадка про Теофіпілку як село — 1785 року.
1 квітня 1930 р. вилучена частина гміни Козова Бережанського повіту площею 247,74 га і включена до гміни Теофіпілка того ж повіту.
На 1 січня 1939-го в селі з 930 жителів було 310 українців-греко-католиків, 520 українців-латинників, 10 поляків, 80 польських колоністів міжвоєнного періоду і 10 євреїв.
За радянської влади тут було створено єдиний у районі радгосп — імені російського садівника-селекціонера Івана Мічуріна.
12 червня 2020 року, відповідно до розпорядження Кабінету Міністрів України № 724-р «Про визначення адміністративних центрів та затвердження територій територіальних громад Тернопільської області» увійшло до складу Козівської селищної громади.
19 липня 2020 року, в результаті адміністративно-територіальної реформи та ліквідації Козівського району, село увійшло до складу Тернопільського району.

## Населення
Населення — 819 осіб на 2007 рік.

### Мова
За даними перепису населення 2001 року мовний склад населення села був таким:
| Мова       | Число ос. | Відсоток |
| ---------- | --------- | -------- |
| українська |           | 99,89    |
| російська  |           | 0,11     |

Місцева говірка належить до наддністрянського говору південно-західного наріччя української мови.

## Пам'ятки

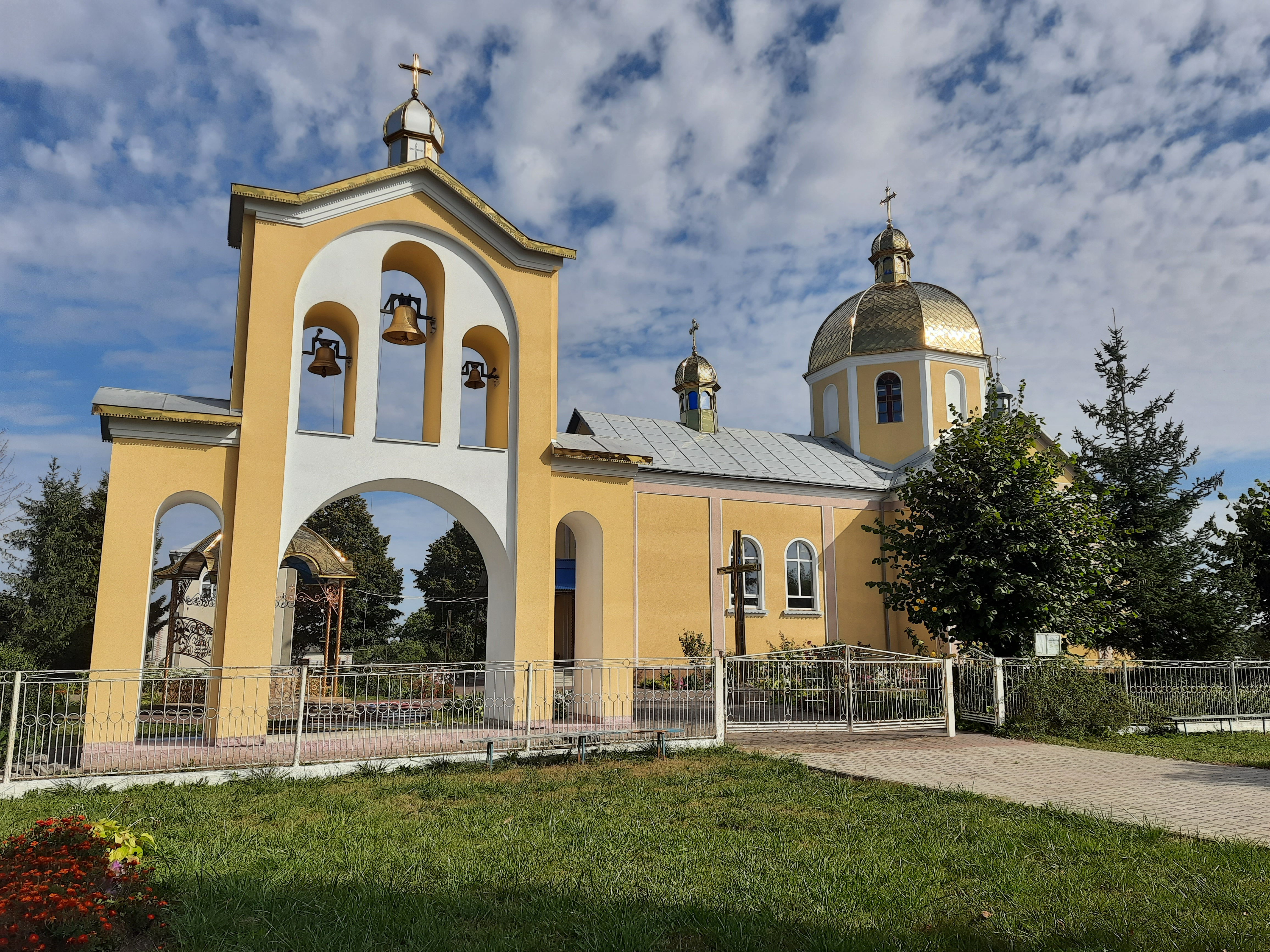
Церква Різдва Івана Хрестителя

- церква Різдва Івана Хрестителя (1991, мур.).
- пам'ятники:
  - воїнам-односельцям, полеглим у німецько-радянській війні
  - І. Мічуріну (1976).

## Соціальна сфера
Діють ЗОШ 1-3 ступенів, Будинок культури, бібліотека, ФАП, відділення зв'язку, сільсько-господарське підприємство «Теофіпільське», торговельний заклад.

## Відомі люди

### Народилися
- Михайло Світенький (1858–1936) — український священик, публіцист, громадський діяч.
- Уляна Коропецька — українська журналістка, літераторка, член НСЖУ.[6]

### Проживали
- Володимир Бадяк -.український історик, культоролог

## Галерея

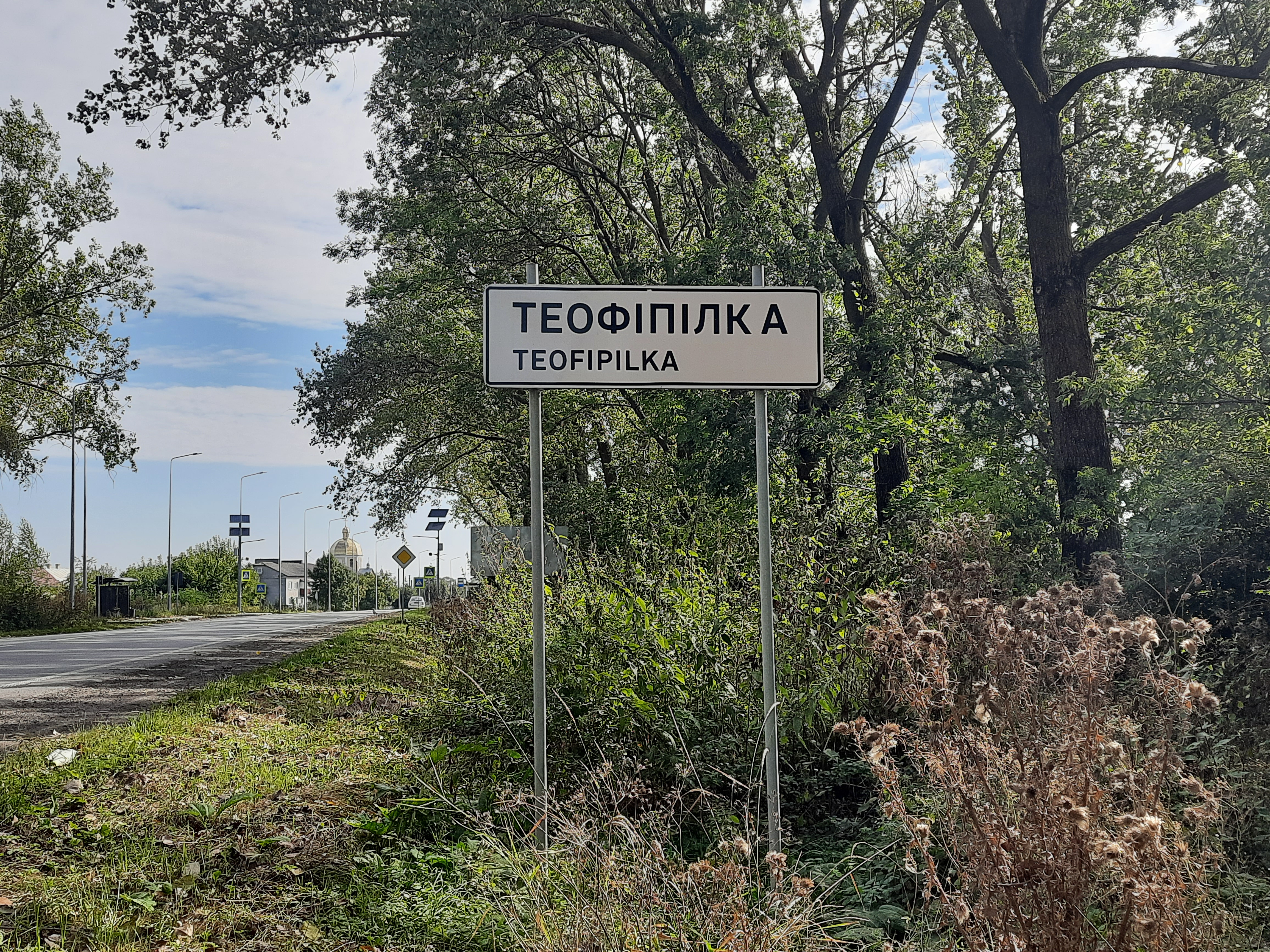
Дорожній знак при в'їзді в село
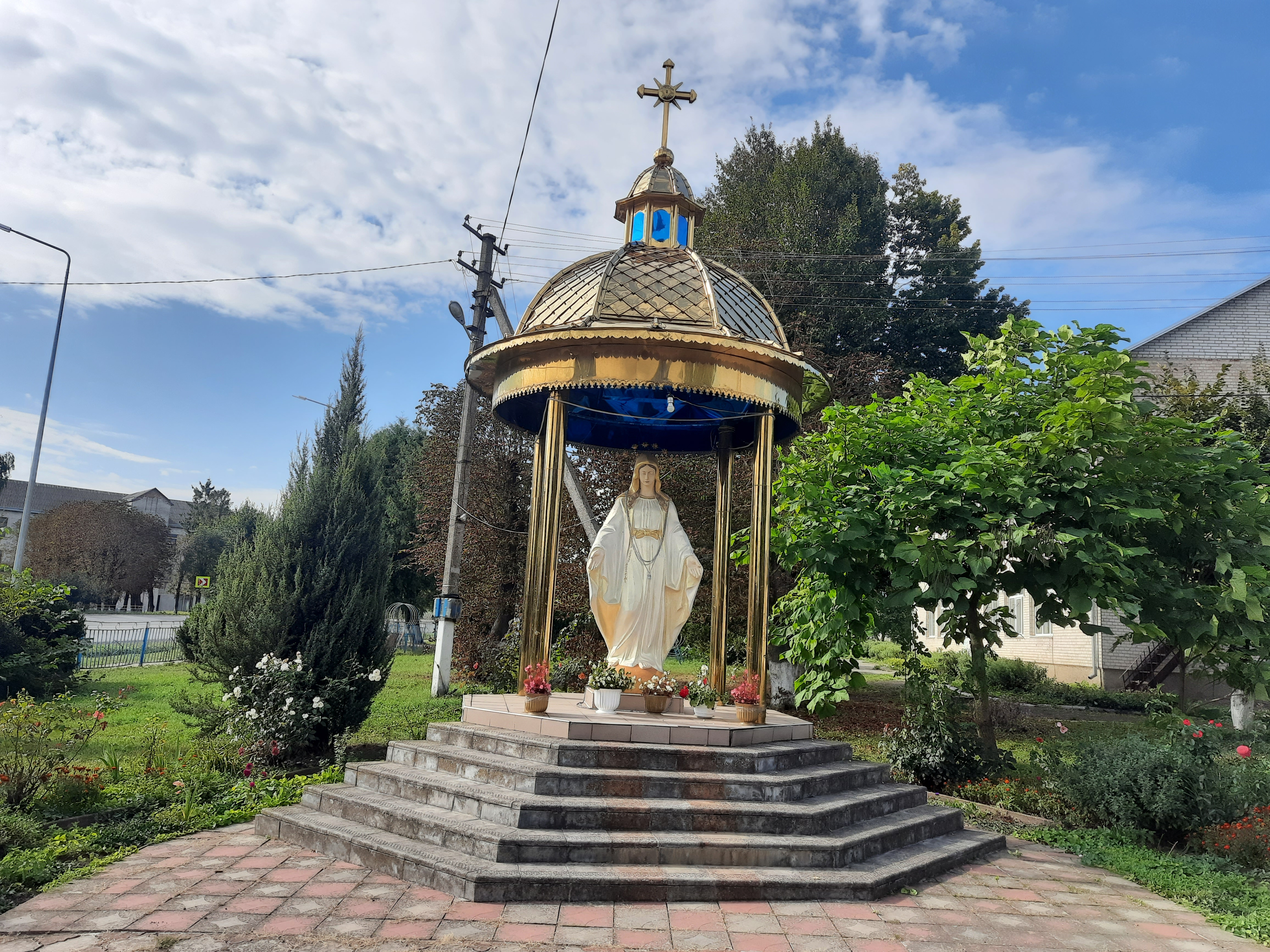
Статуя Божої Матері
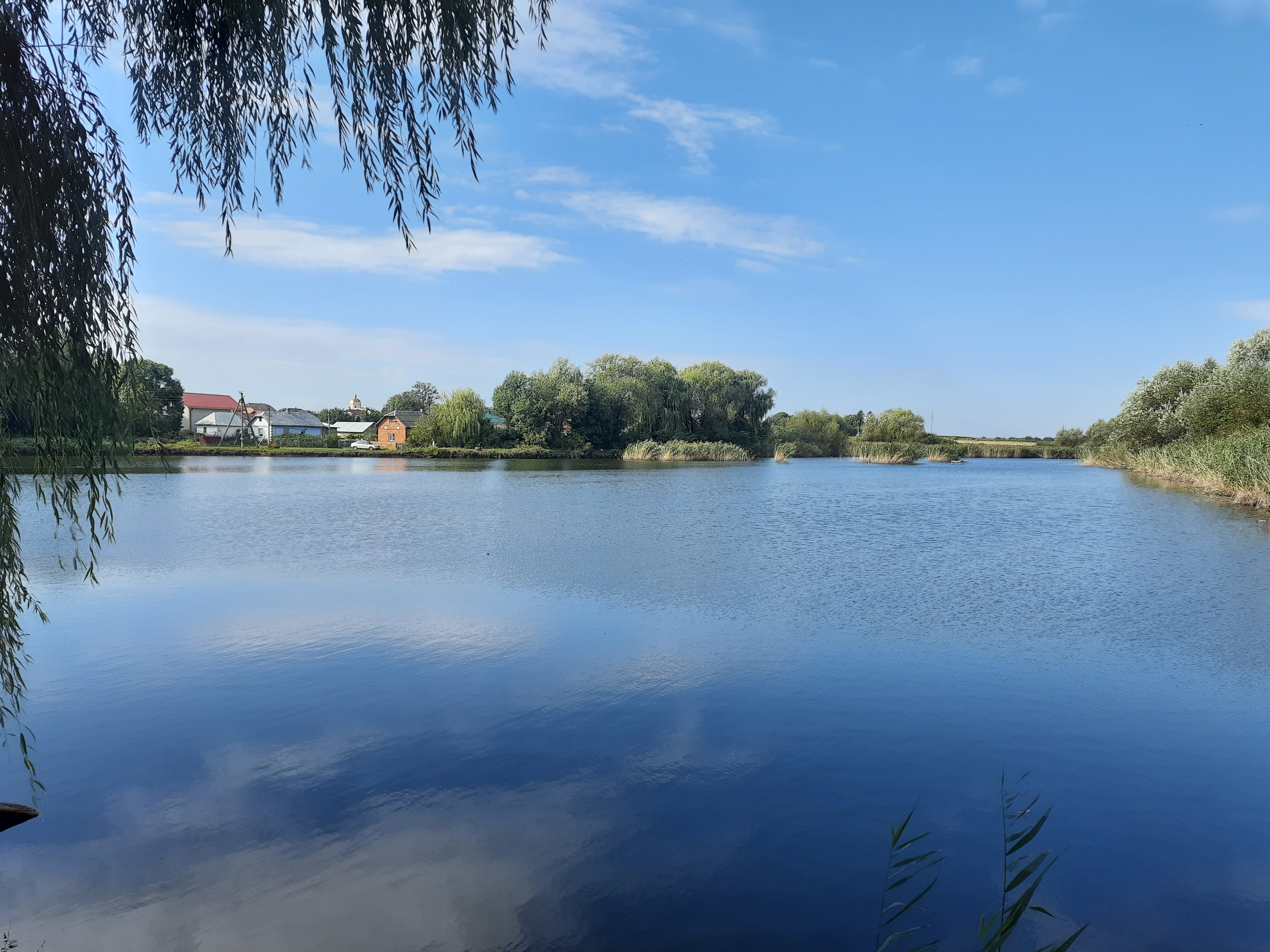
Став біля села
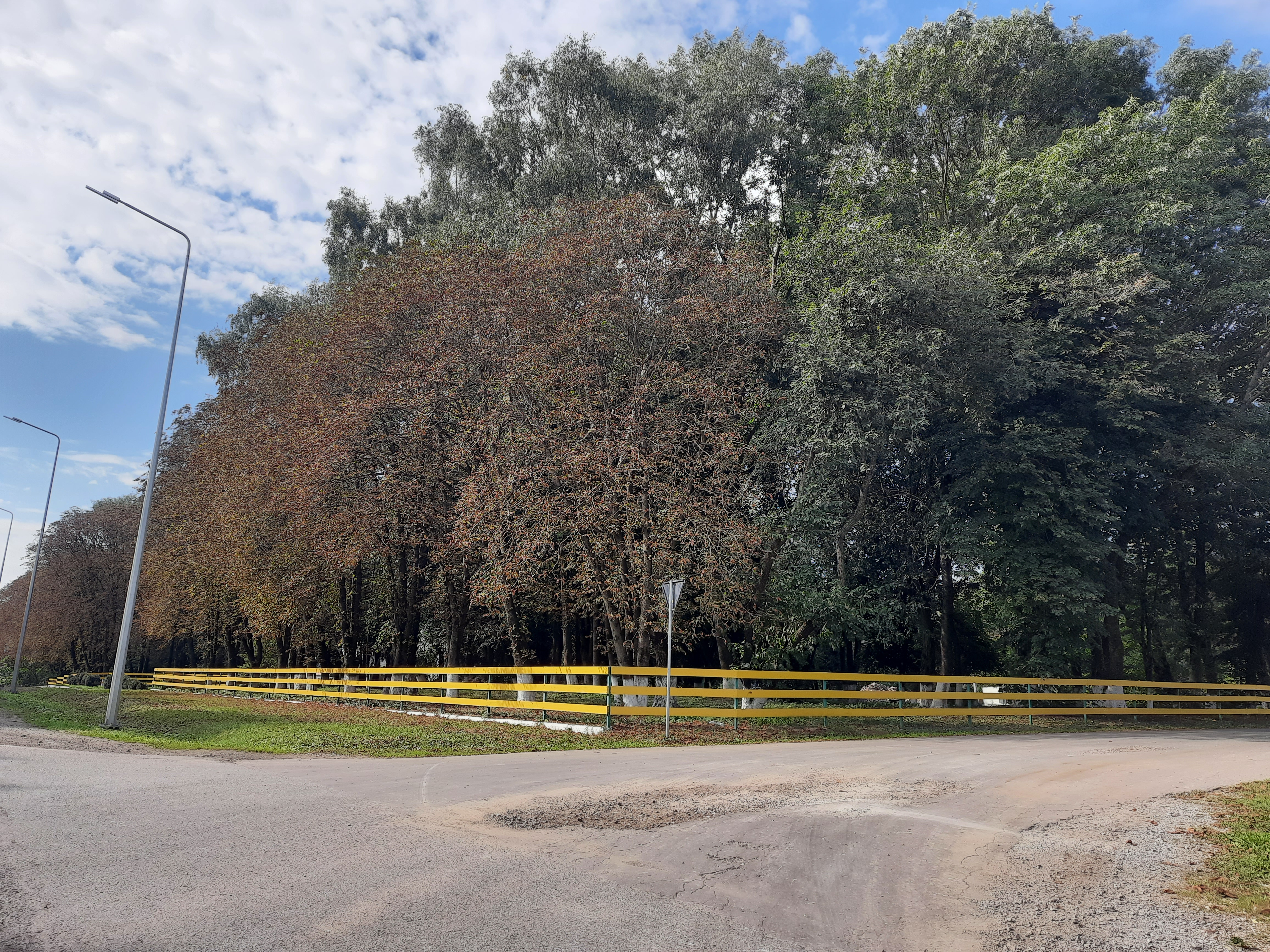
Сільський парк